# ماري كلود بومزل
ماري كلود بومزل (بالفرنسية: Marie-Claude Bomsel)‏ (من مواليد 1946) هي طبيبة بيطرية فرنسية وأستاذة في المتحف الوطني للتاريخ الطبيعي. خارج أعمالها كباحثة وأستاذة هي معلقة على الحياة البرية في برنامج "إنه في البرنامجC'est au programme [الإنجليزية]" على قناة فرنسا 2. تظهر بشكل منتظم في برامج حيث يوجه لها العديد من الصحفيين أسئلة حول المواضيع التي تعتبر خبيرة فيها.
ماري كلود بومزل هي رئيسة معهد جين جودل بفرنسا.